# Unterhospitalstiftung

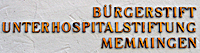
Vom Altenheim Bürgerstift …

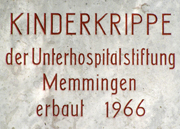
… bis zum Kinderhort

Die Unterhospitalstiftung der ehemals freien Reichsstadt Memmingen betreibt seit dem 13. Jahrhundert Krankenhäuser, Altenheime, Kindergärten usw. und gibt Zuwendungen an bedürftige Bürger der Stadt. Der heutige jährliche Finanzhaushalt beträgt mehrere Millionen Euro, im Vermögen sind ungefähr 460 Hektar Wald, Grundbesitz, Gebäude und Wertpapiere enthalten.

## Geschichte

### Entstehung
Wahrscheinlich schon im 12. Jahrhundert hatten die Memminger Bürger ein Spital (Krankenhaus) bruderschaftlich organisiert betrieben. Es war vor dem damaligen Kalchtor, also erst außerhalb der Stadt (an der schon wichtigen Salzstraße) errichtet und betreute zuerst Pilger und diente dann armen Dürftigen, während für die Memminger Bürger innerhalb der Stadtmauern bereits zwei Spitäler waren. Da etwa Mitte des 13. Jahrhunderts, bei der ersten Stadterweiterung, das ganze Kalchviertel ummauert wurde, war das neue Spital aber bald innerhalb der Stadt angesiedelt.
Unter anderem wegen der Fälschung der Stiftungsurkunde ist die genaue Entstehung nicht mehr festzustellen. Im Jahre 1210 wurde es von dem staufischen Königshaus nahestehende Graf Heinrich von Neuffen (später auch Heinrich von Weißenhorn) mit einer Zustiftung bedacht und erhielt dadurch seine formale Begründung. Dieser stattete es mit hinreichend Grundbesitz aus und stiftete auch einen Altar und ein Meßbenefizium in das Spital – seinem Geschlecht zur Ehre, seiner Seele zur Beruhigung – und übergab das Spital dem Orden vom Heiligen Geist.
Aufgrund des Kreuzes mit zwei Querbalken, welches die Ordensbrüder auch auf ihren schwarzen Kutten trugen, waren sie in Memmingen bald bekannt als die „Kreuzherren“.

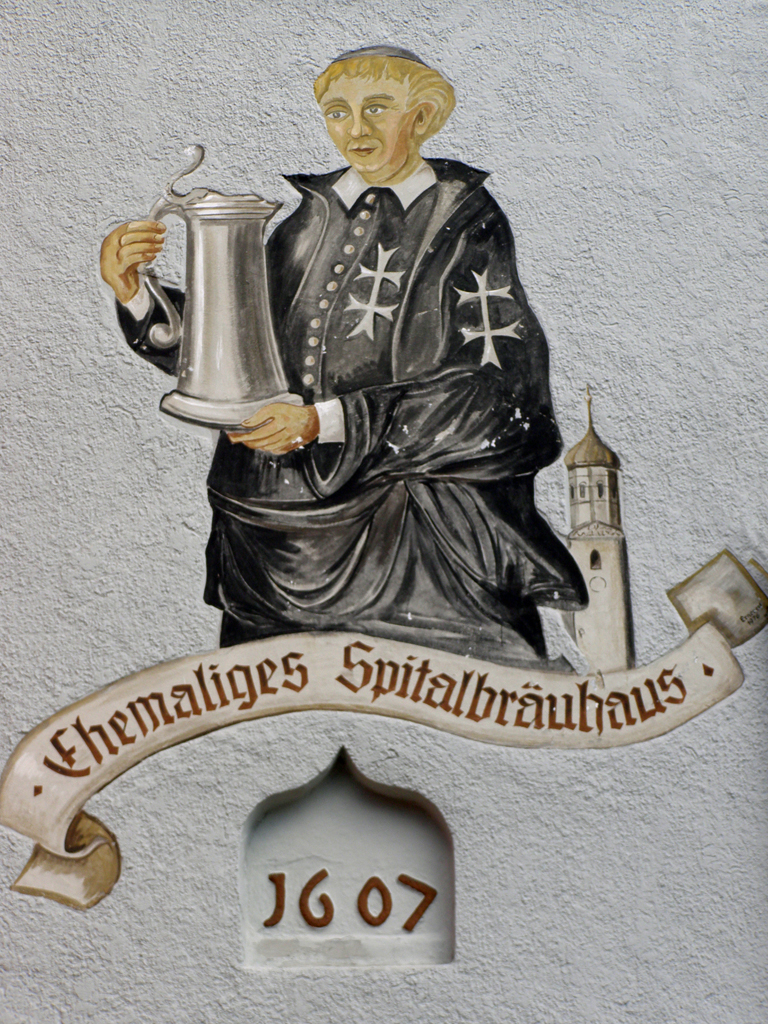
Erinnerung an die ehem. Brauerei

Sie agierten so erfolgreich und erhielten so viele Schenkungen, dass sie bald zu mächtigen Grundherren und Konkurrenten der Stadt wurden. Was nun folgte, kann heute nicht mehr genau nachvollzogen werden. Während der eine Historiker schrieb:
… im 13. Jh. jedenfalls haben sich die Klosterherren eifrig ihrer hospitalischen Tätigkeit gewidmet und dabei auch die Mehrung ihres Klostergutes nicht vergessen. Doch scheint die Verwaltung ihnen über den Kopf gewachsen zu sein, sodass es in der 1. Hälfte des 14. Jh. mehr und mehr abwärts ging. Mißwirtschaft, Verschuldung, „Verkümmerung“, die namentlich einem Spitalmeister zur Last gelegt wurde, brachten die Gefahr der Verschleuderung des Klosterbesitzes nahe, und so legte sich der Stadtrat ins Mittel und bot …
lesen wir beim nächsten:
… die Räte hatten somit ein gesteigertes Interesse an der wirtschaftlichen Stellung der Spitäler, und es gelang ihnen, dem Kreuzherrenorden nahezu alle Besitztümer abzunehmen. Der Rat erließ ein Statut, dass kein Bürger dem Kloster etwas vermachen durfte. Man drangsalierte die Konventualen zudem derart, dass sie das kleinere Übel wählten und in die vollständige Trennung des Spitals von ihrem Orden einwilligten …
… wie in vielen anderen Reichsstädten wurde auch in Memmingen der Spitalmeister aus der Verwaltung des Spitals gedrängt und der Spitalbesitz von den beiden reichsstädtischen Pflegern und dem „Hofmeister“ verwaltet.
Der Memminger Historiker Julius Miedel schrieb:
… und so kam zuerst 1353 und in erweiterter Form 1365 ein Vertrag zustande, nach dem die Stadt die Schulden deckte, die Brüder dafür aber in eine Aufgabenteilung einwilligten: sie verzichteten auf die Pflege der „armen Dürftigen“ und behielten nur ihre geistliche Fürsorge und dazu das, was für ihren Lebensunterhalt nötig war, vor allem die Kirchenorte, deren Patronat sie innehatten (Holzgünz seit 1296, Unser Frauen seit 1341, Volkratshofen 1349, Breitenbrunn 1351), samt ihrer Nutzung. Der Rat sollte das Vermögen der Dürftigen verwalten durch 2 Pfleger, die jährlich von ihm und dem Spitalmeister Rechnung ablegen mußten. Diese Regelung wurde 1367 auch vom Generalordensmeister in Rom gutgeheißen.
Weil die Mönche im oberen Teil des Klostergebäudes wohnten, während das eigentliche Spital im unteren war, unterschied man fortan zwischen einem Ober- und Unterhospital.

### Freie Reichsstadt

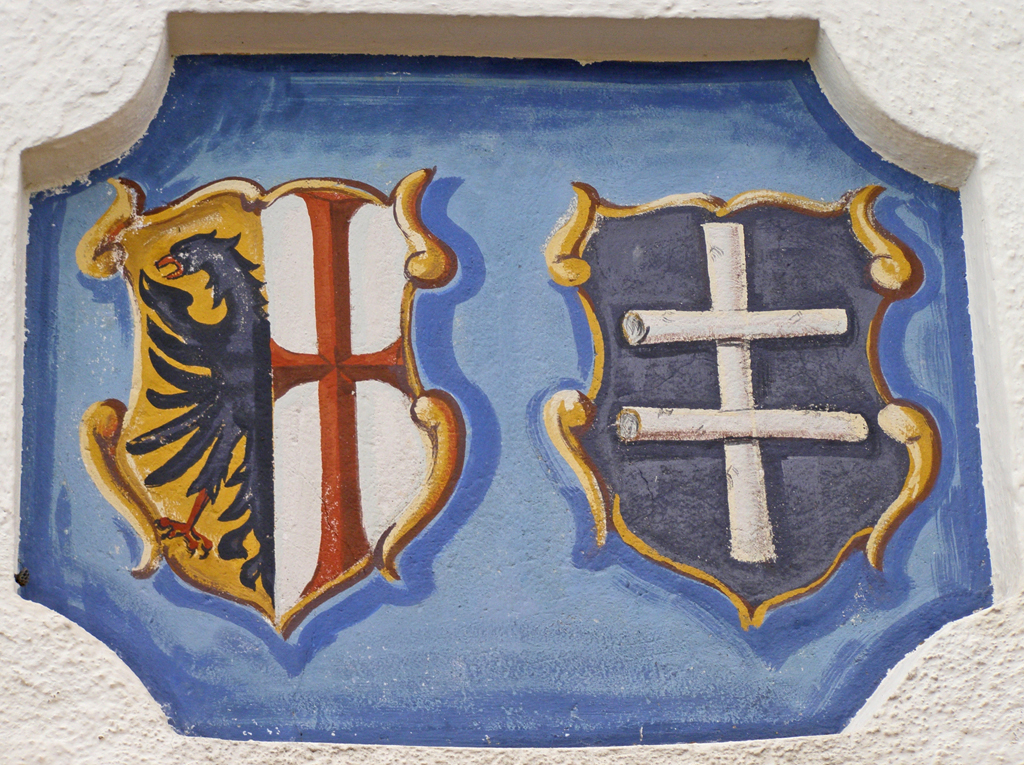
Kirche St. Veit Frickenhausen Wappen Reichsstadt + Unterhospital

Die vom Rat bestellten Beamten verwalteten das Unterhospital so gut, dass das Spital im Jahre 1448 Einnahmen aus 47 Orten bezog:
Albishofen, Amadingen, Berg, Beningen, Büren, Buchsach, Bleß, Boos, Dietratsried, Dickenreishausen, Eck, Engishausen, Erkheim, Eichstetten, Eichholz, Fellheim, Holzgünz, Herbishofen, zum Hetzels (Wucherts), Hitzenhofen, Hart, Heimertingen, Kempten, Kardorf, Kirchdorf, Kellmünz, Meyerhof zum Käfer, Moosmühle, Musbach, Memmingen, Meersburg, Ober Opfingen, Osterberg, Rieden, Schulgau, Schöneck, Sontheim, Spitalhof, Steinheim, Teisselberg, Ungarhausen, Volkratshofen, Westerheim, Wolfartschwenden, Westerhart, Weiler und Winterrieden.
1472 erstand das Unterhospital das Dorf Dickenreishausen komplett, 1547 kaufte es von der Stadt Memmingen die Herrschaften Woringen und Frickenhausen (mit Arlesried) (siehe Stiftungszweck – Stiftungsverpflichtungen).
Die Orte/Gemeinden Amendingen, Breitenbrunn, Holzgünz, Pleß, Westerheim und Woringen haben deshalb heute noch das gekerbte Doppelkreuz in ihren Wappen.
Im Laufe der Jahrhunderte erfolgten auch mehrere hundert weiterer Zustiftungen von Memminger Bürgern.

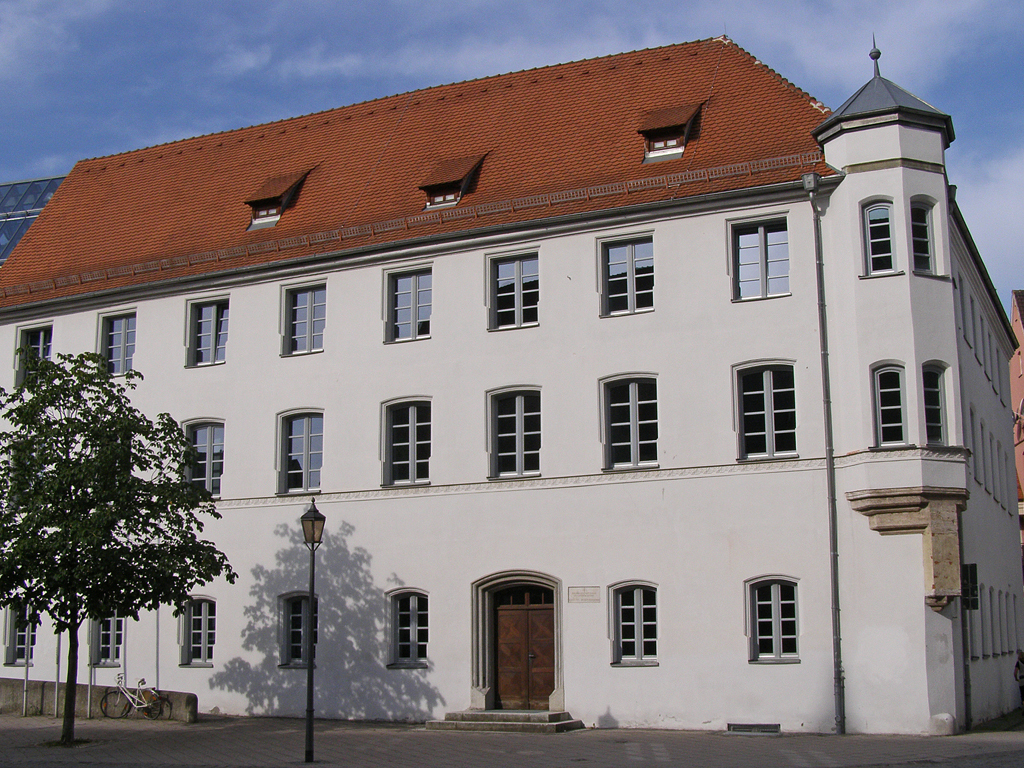
Ehem. Amtshaus des Unterhospitals am Hallhof

Im 14. und 15. Jh. wurde die Unterhospitalstiftung zu einem großen Wirtschaftsunternehmen, das zur Stadt fast in Konkurrenz stand. Man beschäftigte eigene Handwerker, Angestellte und natürlich landwirtschaftliche Arbeiter, die eine große Menge Felder und Wiesen, Vieh in verschiedenen Stallungen, verschiedene Lager, eine eigene Brauerei, Mühlen usw. bewirtschafteten. Die eigene Verwaltung bedurfte ebenfalls einiger Mitarbeiter. Auch die Hauptaufgaben wurden nicht vernachlässigt neben der „Dürftigenstube“ entstanden ein „Kindshaus“, ein „Seelhaus“ (später Alterspfründe), die „Kinderbettstuben“, ein „Narrenhaus“ und ein „Blatternhaus“ (für ansteckende Krankheiten). So hatte die Reichsstadt selbst ein großes Interesse an einem selbständigen und wirtschaftlich starken Unterhospital, wurden ihr dadurch doch viele soziale Aufgaben abgenommen. Durch die Trennung war auch der eigene Finanzhaushalt kleiner und der Haushalt des Unterhospitals konnte nicht zu außenpolitischen Zahlungsverpflichtungen herangezogen werden.
Auch die Reformation, die sich in Memmingen sonst stark auswirkte (die Reichsstadt wurde protestantisch), hatte auf das Unterhospital keinen schwächenden Einfluss. Nur übernahmen protestantische Seelsorger die Aufgaben der Kreuzherren.
Aufgrund seines Reichtums entwickelte sich das Spital schon im Spätmittelalter zu einem beliebten Kreditgeber für Handwerker und Bauern. Im späten 17. und 18. Jh. legten dann viele Sparer ihre kleinen und mittleren Geldbeträge beim Unterhospital an. Es war in jenen Zeiten die Bank der kleinen Leute.
Eine erste große Krise hatte das Spital um die Jahrhundertwende zum 17. Jh. zu bestehen:
Es bleibt freilich unklar, ob diese negative wirtschaftliche Entwicklung durch die zur Jahrhundertwende aufgedeckten Unregelmäßigkeiten des Spitalpflegers verursacht wurde, oder ob diese Unregelmäßigkeiten eine Folge der allgemeinen wirtschaftlichen Entwicklung waren. Tatsachen sind jedenfalls, sowohl die ruinöse wirtschaftliche Entwicklung des Unterhospitals im letzten Jahrzeit des 16. Jh., als auch die betrügerischen Machenschaften des Spitalpflegers Hans Keller.  
Weiter mit Thomas Wolf:
Nach der Krise um die Jahrhundertwende, die zum Verkauf der Herrschaft Eisenburg führte, wies das Unterhospital zunächst eine positive wirtschaftliche Entwicklung auf. Die Zeit des Dreißigjährigen Krieges brachte dann allerdings starke wirtschaftliche Einbußen. In diesen Jahren war die Stadt jedoch stets bemüht, dem Unterhospital aus wirtschaftlichen Schwierigkeiten als Folge des Krieges herauszuhelfen. D.h. nicht das Spital wurde zur Stützung der städtischen Wirtschaft herangezogen, sondern umgekehrt wurde die Spitalwirtschaft von der Stadt entlastet und zum Teil gestützt. Dies geschah selbst in den Zeiten, in denen die Kriegsbelastungen für Stadt und Bevölkerung enorm groß waren. Auf diese Weise gelang es der Stadt Memmingen ihr „Wirtschaftsunternehmen Unterhospital“ relativ wohlbehalten über die Zeit des Krieges zu retten. Dennoch hatte das Unterhospital durch den Dreißigjährigen Krieg wirtschaftliche Verluste hinnehmen müssen. Es konnte sich aber bis zum Ende des Jahrhunderts wieder weitgehend erholen.
Die nächste große Krise musste ab Mitte des 18. Jh. bestanden werden. Stiftungsvermögen und Stadt waren im Laufe der Zeit immer enger zusammengewachsen, dass sich auch die Stadt davon bediente. Und ausgerechnet in diesen unruhigen und wirtschaftlich schwierigen Zeiten kam noch eine erhebliche Misswirtschaft der Stiftungsverwaltung dazu, so dass das Unterhospital in den 1780er Jahren seinen Bankrott erklären musste. Jetzt flossen jedoch wieder Gelder aus der Stadtkasse und durch Verkauf von Immobilien, vor allem von Wäldern, konnte die Stiftung gerettet werden. Bis 1836 hatten die Stiftungen jedoch 85 Prozent ihres Waldbesitzes verloren.

### Mediatisierung und Neuzeit
Durch den Reichsdeputationshauptschluss 1803, der die Reichsstadt Memmingen endgültig dem Kurfürstentum Bayern einverleibte (Mediatisierung), wurden Stadtvermögen und Stiftungsvermögen staatlicher Verwaltung unterstellt. In Memmingen dem Kgl. Generalkommissariat des Illerkreises.
1807 wurden alle Stiftungen neu klassifiziert und gemäß ihrem Stiftungszwecke zusammengelegt. Dadurch wurde das Unterhospital ab 1809 als öffentliche protestantische Wohltätigkeitsstiftung geführt und mit sechs weiteren (Dreikönigskapellenstiftung, Vöhlin'sche Stiftung, St. Leonhardspflege, Spitälinspflege, Zuchthauspflege, Seelhauspflege) zu den Vereinigten Wohltätigkeitsstiftungen Memmingen verwaltungsmäßig zusammengefasst. Eine Vermischung des Vermögens fand jedoch nicht statt, die Stiftungen blieben als eigene Rechtspersonen weiterhin bestehen.
Durch die Verordnung vom 6. März 1817 wurden die Stiftungen den kommunalen Verwaltungen wieder zurückgegeben. In Memmingen werden seither die Stiftungen wieder von der Stadt verwaltet, der Zusammenschluss zu den Vereinigten Wohltätigkeitsstiftungen wurde jedoch beibehalten.
In den folgenden, wirtschaftlich schwierigen Zeiten konnte die Stadt wieder auf Stiftungsmittel zurückgreifen. Ab 1820 wurde Getreide der Wohltätigkeitsstiftungen für Notzeiten gelagert. Bis 1852 gab die Stadt immer wieder verbilligtes Getreide aus Beständen der Wohltätigkeitsstiftungen an bedürftige Einwohner, um soziale Unruhen zu vermeiden. 1862 beschloss der Magistrat sogar, den gesamten Fehlbetrag der Armenpflege aus Stiftungserträgen zu finanzieren. Bereits seit 1860 hatte sich die Unterhospitalstiftung, unter anderem durch gesteigerte Waldnutzung, wirtschaftlich wieder gut erholt. Um 1900 wurden bereits wieder Waldkäufe vorgenommen.

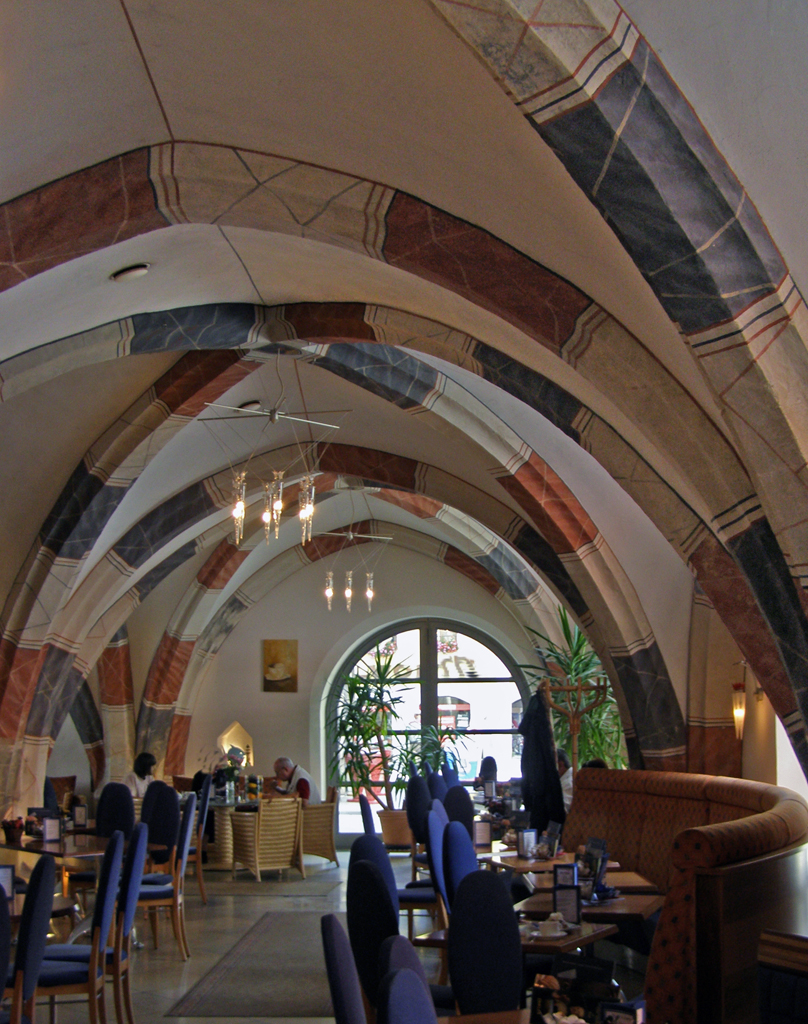
Einstige „Dürftigenstube“ – bis ins 19. Jh. – 2001 renoviert – heute ein Café

Dann kam das 20. Jahrhundert mit zwei Weltkriegen und zwei Inflationen. 1918 mussten die Stiftungen Kriegsanleihen zeichnen (insgesamt RM 163.500, Unterhospitalstiftung RM 10.000), das Geld war bekanntlich verloren. Noch schlimmer war die nachfolgende Inflation der 1920er Jahre, hier verloren die Stiftungen ihr gesamtes Geldvermögen. Nur diejenigen mit Wald- und Grundbesitz konnten sich wieder erholen, obwohl ausgerechnet im Jahre 1920 ein Sturm fast die ganzen Stiftungswälder vernichtet hatte.
Die nächste Gefahr für die Stiftung war die ideologische Änderung der Stiftungssatzungen 1942, was aber bekanntlich relativ bald danach beendet war. Doch dann kam die nächste Inflation.
Wegen Unmöglichkeit der Erfüllung des Stiftungszweckes infolge von Verlust des Vermögens durch Inflation und Währungsumstellung gemäß § 87 BGB und Art. 17 Stiftungsgesetz mit der Entschließung des Bayerischen Staatsministeriums des Inneren und mit der Zustimmung der Stiftungsaufsicht wurden 1960 mit Ausnahme der Unterhospitalstiftung, der Dreikönigskapellenstiftung und der Vöhlin'schen Stiftung alle verbleibenden Stiftungen samt Unterstiftungen aufgelöst. Die Restvermögen wurden an die Unterhospitalstiftung übertragen, die im Stiftungszweck konkret Krankenhaus, Pfründe und Waisenhaus als zu betreibende Anstalten erhielt.
In den 1960er und 70er Jahren erwirtschaftete die Stiftung hohe Defizite und geriet nochmals in große wirtschaftliche Schwierigkeiten. Bei der Kindertagesstätte hatte man sich übernommen, die Personalkosten stiegen enorm, das Holzgeschäft brachte Defizite. So musste ein Umbau in Zweck und Tätigkeit erfolgen. Die Unterhospitalstiftung hatte bis 1870 das Stadtkrankenhaus selbst betrieben, danach war sie noch Trägerin des neuen Krankenhauses am Kempter Tor und ebenso ab 1956 im neu erbauten Stadtkrankenhaus im Westen. 1971 musste das Krankenhaus von der Stadt übernommen werden (die vorher schon die jährlichen Defizite ausgeglichen hatte). Vom Erlös wurde u. a. die Kindertagesstätte im Wartburgweg errichtet. 1974 bis 1980 wurden Pfründe und Bürgerheim umgebaut.
Der neue Name Bürgerstift soll von nun an die jahrhundertealte Tradition der Unterhospitalstiftung als Trägerin der Einrichtung für ausschließlich Memminger Bürger reflektieren. 
Eine erneut notwendig gewordene Sanierung und Erweiterung des Bürgerstifts, das jetzt etwa 200 Heimplätze beherbergt, erfolge 2004 bis 2008.

## Stiftungszweck und -satzung
Ursprünglich ergab sich der Zweck aus der Tätigkeit des Ordens: Armen- und Krankenpflege, später wurde eine Stiftungssatzung erarbeitet, deren letzte Fassung ist von 2006:
- 1. Unterhaltung und Betrieb folgender Einrichtungen: Altenheim Bürgerstift, der Kindergärten Stadtweiherstraße und Wartburgweg und der Kinderhorte Wartburgweg, Zollergarten und Edith-Stein-Schule,
- 2. Zuwendungen an alte, arbeitsunfähige bedürftige Einwohner der Stadt Memmingen sowie für kinderreiche, bedürftige Familien in Kindergärten und Kinderhorten,
- 3. Krankenpflege und Krankenfürsorge.

Stiftungsverpflichtungen:
Die Stiftung hat folgende in früheren Inkorporationen begründete und im derzeitigen Umfang fortbestehende Verpflichtungen zu erfüllen:
- a) Besoldungsreichnisse für die Mesnerstelle in Frickenhausen,
- b) Deckung der Fehlbeträge der Kirchenstiftung Arlesried und Frickenhausen, für die ortskirchlichen Bedürfnisse,
- c) Baupflicht für die Pfarrhäuser in Dickenreishausen, Frickenhausen und Woringen und die Kirchen in Arlesried und Frickenhausen.